# Daouda Bangoura
Daouda Bangoura, né le 14 janvier 1993 à Conakry en république de Guinée, est un écrivain et consultant en marketing et communication digitale guinéen.

## Biographie et études
Daouda est l'ainé d'une fratrie de sept enfants. Il a fait ses études primaires et secondaires au complexe scolaire la Providence dans la commune de Ratoma où il obtient son baccalauréat en 2012.
Il est orienté à l'université générale Lansana Conté de Sonfonia au département de droit où il obtient un licence en droit des affaires.

## Parcours professionnel
Diplômé de l'Université Général Lansana Conté de Sonfonia, Daouda est consultant en marketing et communication digitale, notamment directeur marketing de la société Syinix en Guinée depuis le 4 novembre 2019.
De juillet en septembre 2019, il est le président de la commission communication de la Foire du Made In Guinea 2019,
Entre octobre 2017 et janvier 2019, il devient directeur général de l’Hôtel Le Grand Ficus à Kipé.
En novembre 2017, il devient administrateur général de la plateforme Pubjeune,
Entre juillet 2016 à mars 2017, il est responsable de la communication de la fondation contre le cancer féminin en Guinée (FCCFG)
En septembre 2016, il devient ingénieur informaticien à la CENI, dans le cadre de la mission d’actualisation et du découpage électoral pour le compte du département planification et fichier électoral jusqu'en octobre 2016.

## Activisme
Il a fonde le 18 décembre 2020, la Fondation Di-Singhé Pour Les Communautés dont il est le président,.

## Ouvrage

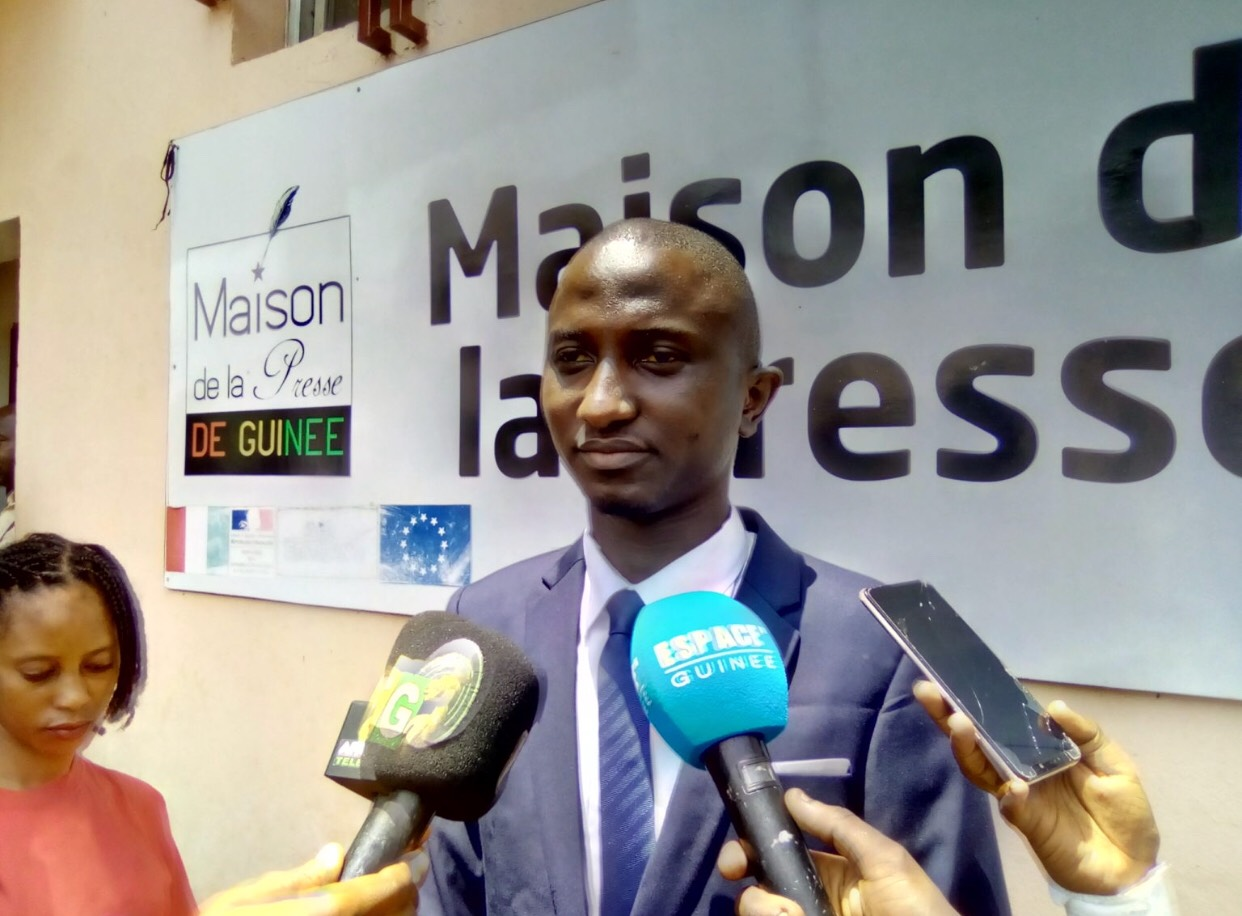
Daouda Bangoura à la maison de la presse de Guinée lors du lancement de son œuvre du village au palais

- 2020 : Du village au palaisDaouda Bangoura à la maison de la presse de Guinée lors du lancement de son œuvre du village au palais

## Tournée africain
Après la sortie de son œuvre qui a connu un succès, il entame une tournée en Afrique de l’Ouest notamment en Côte d’Ivoire, Ghana, Togo, Bénin, Niger, Burkina Fasso.

## Prix et reconnaissances
- Œuvres la plus inspirante de l’année 2021 décernée par l'amicale des élèves et étudiants ivoiriens en Guinée[9],[10],[11];
- Prix auteur modèle de réussite, coup de cœur des Lycéens 2021, décerné par le club littéraire du centre culturel franco-guinéen[réf. nécessaire];
- Ambassadeur du livre Africain au Eucher TV Awards[12].